# 最上地方
最上地方（日语：／ Mogami chihō */?）是指山形縣東北部相當於舊最上郡的地區。在古代，最上地方和村山地方都屬於最上郡。886年之後，最上郡分為最上郡和村山郡兩郡。新庄市是最上地方最大的城市。最上地方有眾多巨木，巨木的種類超過10種，是日本最多。獲得環境廳承認的巨木超過160株。在江戶時代，最上地方屬於新莊藩。

## 外部連結
- 【周遊】栗駒・最上・平泉
- 最上地域観光協議会 （页面存档备份，存于）